# Токійський ковбой
Токійський ковбой (англ. Tokyo Cowboy) — канадський фільм 1994 року.

## Сюжет
Ноу Огава, молодий японець, який любить американські вестерни. Те що він знає трохи з англійської мови, він дізнався з цих фільмів. Коли Огаву звільняють з останньої роботи в ресторані, він вирішує стати ковбоєм. В юності він листувався з дівчиною на ім'я Кейт Бітті, яка сказала йому, що вона пастушка і тому він планує відправитися до неї в Канаду.

## У ролях
| Актор           | Роль         |
| --------------- | ------------ |
| Анна Фергюсон   | місіс Бітті  |
| Шерон Хіт       | буфетниця    |
| Крістіанна Херт | Кейт Бітті   |
| Хіромото Іда    | Ноу Огава    |
| Майкл Айронсайд | Лайл         |
| Арт Кагеяма     | містер Огава |
| Масако Кагеяма  | місіс Огава  |
| Майкл Лавренчук | Ден          |

| Актор               | Роль       |
| ------------------- | ---------- |
| Крістін Ліппа       | Сенді      |
| Дуайт МакФі         | ковбой     |
| Джон Мілтон Брентон | Вінс Бадді |
| Дженн Мортіл        | Шеллі      |
| Брент Стейт         | Вінс       |
| Карен Штейнбах      | Холлі      |
| Денальда Вільямс    | Ронда      |
| Алек Віллоуз        | Білл       |